# Tanaim
Tanaim sau Tannaim (תנאים - plural ebraic de la cuvântul aramaic:תנא‎ Tana sau Tanna „repetitori”, „învățători”) au fost cărturari evrei ale căror opinii sunt înscrise în literatura tanaică:cartea Mișna, redactată aproximativ între anii 10-220 ai erei noastre și cărțile Tosefta și Baraitot.
Rădăcina tanná תנא este în aramaica talmudică echivalentul rădăcinii ebraice  shaná (שנה), adică „a repeta ce s-a învățat”, „a învăța”.De la shana derivă numele cărții Mishna („Repetiție”, „Învățătură”).
Perioada Tanaimilor, cunoscută și ca perioada Mișnaică a durat circa 210 ani. Ea a venit după perioada „Perechilor de învățați” - Zugot (Perechi) și a fost urmată de perioada Amoraimilor (Traducători, Interpreți)  
Perioada Mișnei se împarte tradițional în cinci generații. Sunt cunoscuți circa 120 Tanaim. 
Tanaimii au trăit în mai multe regiuni ale Țării Israelului antic (atunci Iudeea) sau ale Palestinei antice. Centrul lor spiritual a fost Ierusalimul, iar după distrugerea orașului și a celui de-al Doilea Templu, Yohanan ben Zakai și elevii săi au înființat un nou centru religios la Yavne. Alte centre de învățătură iudaică talmudică au fost la Lod și la Bnei Brak.
Tanaimii profesau adesea și meserii modeste, erau cizmari, tăietori de lemne, cărbunari etc în afara funcției lor de pedagogi, legislatori și trimiși ai poporului în fața romanilor.

## Istorie
Tanaimii au activat în timpul dominației romane în Iudeea. Preoții Templului din Ierusalim - cohanim - deveniseră tot mai corupți și poporul vedea în ei colaboratori ai romanilor. După detronarea lui Irod Archelaus de la conducerea etnarchiei în 6 e.n. Iudeea propriu zisă, Samaria și Idumeea au devenit o provincie romană sub numele de Judaea. Țara a fost adesea arena unor răscoale și nemulțumiri populare.
  
Până în zilele lui Hilel cel Bătrân și Shamai (ultima generație a Perechilor de învățați Zugot), existau puține neînțelegeri între cărturarii rabinici. După această perioadă, totuși, Casa lui Hillel și  Casa lui Shamai au început, prin discipolii lor, să reprezinte două perspective distincte ale legii evreiești, ceea ce se reflectă pe tot parcursul Mișnei.    
Tanaimii, ca învățători ai Torei orale, sunt considerați transmițători direcți ai unei tradiții orale care a fost transcrisă și codificată ca bază a Mișnei, a Tosefta si a învățăturilor tanaitice din Talmud. 
Tradiția rabinică vede în Tanaim ultima generație dintr-o lungă succesiune de predicatori orali începând cu Moise.
„Exegeza rabinică timpurie a Bibliei a fost păstrată în textele tanaitice compilate în secolul al II-lea al erei noastre sau mai târziu, dar este probabil ca ea conține materiale cu mult mai vechi. Ea conține sigur unele interpretări care pot fi atribuite explicit secolului I e.n. din cauza unor paralelisme cu motive aflate în scrierile lui Iosephus Flavius sau Filon din Alexandria, ca, de pildă, legenda frumuseții extraordinare a copilului Moise”
(Martin Goodman - A history of Judaism, 2018 p.63)

## Limba Mișnei
Limba în care au scris Tanaimii din Israel și Babilonia este cunoscută ca ebraica mișnaică sau, în ebraică לשון חכמים - leshon hakhamim (limba înțelepților). Textele scrise în ebraica mișnaică au fost redactate aproximativ între anii 70 e.n.-500 e.n. Literatura tanaitică, care include Mișna, Tosefta, midrashim-uri halahice și „Seder Olam Rabba”, au fost redactate aproximativ între 70- 250 e.n. Cercetările au demonstrat că ebraica a fost vorbită în Israel până prin 200 e.n. și, în general, se acceptă că literatura tanaitică reflectă limba și vorbirea folosite în acea perioadă în diverse regiuni ale Israelului 

## Cei mai însemnați Tanaim

### Titlurile
Titlul cel mai înalt acordat unor Tanaim a fost cel de Nasí (plural: Nesiyim - prinț, în ebraica de astăzi - președinte) atribuit unor membri de vază, președinți ai Sanhedrinului. Începând cu Rabban Gamliel cel Bătrân, cine purta titlul de Nasí era denumit și Rabban, titlu superior celui de Rabbi. Titlul Rabban a fost dat descendenților lui Hilel, singura excepție făcând Rabban Yohanan Ben Zakai, liderul spiritual din Ierusalim, în timpul asediului Ierusalimului din 70 e.n, care a salvat viitorul iudaismului după reprimarea Marii Revolte, prin intervenția sa pe lângă Vespasian.  
Rabbi Elazar Ben Azaria a fost și el Nasi, dar fără titlul Rabban, poate fiindcă a deținut titlul de Nasi pentru o vreme scurtă, el revenind, în cele din urma, urmașilor lui Hilel. 
Înainte de Rabban Gamliel Hazaken, nu erau folosite titluri înaintea numelui învățaților, de unde și adagiul talmudic - „Gadol miRabban shmo"  (Mai mare decât Rabban e numele omului), De aceea, de pildă, un om ca Hilel nu purta un titlu înaintea numelui, exact ca Moise sau Avraham (uneori se adauga la urmă, o caracterizare pentru a sublinia însemnătatea sau pentru a permite distincția între două persoane purtând același nume: de exemplu Avraham Avinu - Avraam, tatăl nostru, sau Moshe Rabbenu (Moise, învățătorul nostru). La fel, Hilel este cunoscut ca Hilel Hazaken, adică Hilel cel Bătrân. Rabbi Yehuda Hanasi  este, de obicei, menționat simplu ca Rabbi, dar este cunoscut uneori și ca Rabbenu Hakadosh (Rabinul sau Învățătorul nostru sfânt)

### Generațiile de Tanaim
Perioada mișnaică este de obicei, împărțită în cinci generații: 
1. Prima generație înainte și scurt după Distrugerea Templului (40 î.e.n. - 80 e.n.):
Rabban Yohanan ben Zakai, Shimon ben Gamliel and Yehuda ben Baba
2. A doua generație - între Distrugerea Templului și Răscoala lui Bar Kohba:
Rabban Gamaliel al Doilea din Yavne, Rabbi Yehoshua ben Hanania și Rabbi Eliezer ben Hurkanos, mentorii lui Rabbi Akiva , precum și Elazar ben Arakh
3. A treia generație - in perioada Răscoalei lui Bar Kohba:
Rabbi Akiva, Rabbi Tarfon, Ishmael ben Elisha, Elazar ben Azaria, Yosi Haglili, Nathan Habavli and Elisha ben Abuya ("Celălalt" - Haaher sau apostatul)
4. A patra generație  - după răscoală:
Shimon ben Gamliel al Doilea din Yavne, Rabbi Meir, Shimon bar Yochai

(căruia tradiția îi atribuie scrierea cărții Zohar din Cabala, Yosi ben Halafta, Yehuda ben Ilai, Rabbi Nehemia
1. A cincea generație: generația lui Rabbi Yehuda Hanasi, care a compilat Mișna
2. A șasea generație - o generație intermediară între Mișna și Talmud (Ghemara):
 Rabbi Hiyya, Shimon ben Yehuda Hanasi and Yehoshua ben Levi.